# Thisanotia rorella
Thisanotia rorella là một loài bướm đêm trong họ Crambidae.